# История на Молдова
Териториите на Молдова са обитавани от даките през Античността, по-късно от романизирани даки в Ранното средновековие.

## От Античността до съвременната епоха
В Античността областта е обитавана от северния клон на тракийските племена - даките. Те са подложени на влиянието на скити, сармати и др. Близкото присъствие на Рим в Късната античност е забележително, но римска власт е установена за кратко и то само номинално по черноморското крайбрежие - ликвидирана от нахлулите в началото IV век готи. От края на IV век територията на Молдова е част от империята на хуните. По това време областта става част от племенната територия на славянската племенна група на антите. След разпадането на хунската държава в средата на V век в тези земи господстват българите и аварите, като за известно време е под контрола на силния Аварски каганат. След отхвърляне на зависимостта от Авария в 630 г. и основаването на Велика България започва установяването на българска власт над Молдова. От времето на основаването на българската държава през 681 г., територията на днешна Молдова става част от българската държава. Българите упорито отбраняват тази своя територия от настъпващите хазари.
Векове по-късно след падането на Първото българско царство, както свидетелства „Готският топарх“ – летопис от 1002 г. – българите в тези земи отстояват независимостта си и не са подчинени от Византия. В тази епоха следват нападенията на маджарите, на киевския княз Светослав I, на печенеги и кумани. С възстановяването на Българското царство областта отново е част от него.
В 1241 г. татарите на хан Бату я откъсват от Търново и установяват господството на Златната орда. Към 1345 г. Унгария разбива татарите и завладява тези земи. За пръв войвода, който да управлява новообразуваното Молдовско княжество и като наместник на унгарския крал Людовик I Велики е изпратен Драгош Войдода, болярин на карпатското княжество Велики Муреш (Марамарош). В Карпатите от Велики Муреш идва войводата Богдан I - основателят в 1359 г. на независимото княжество в дн. Молдова. По него областта столетия е известна като Богданско. В 1365 г. Унгарският крал признава независимостта на княжеството със столица крепостта Бая на река Шуговица, впоследствие Сирет при сливането на реките Тиса и Муреш. Той емитира първите монети на княжеството. Надписа върху тях е: Moneda Moldaviae-Bogdan Waiwo(da). Към 1373 г., при наследника на Богдан І - войводата Владислав (Лацко), княжеството се сдобива и със свой православен епископ, който резидира в гр. Белград на Днестър. Старобългарският е официалният църковен език. До края на самостоятелния живот на кяжеството азбуката е кирилицата. По политически съоръжения в новообразуваната в 1859 г. румънска държава тя започва да се заменя с латиница към 1865 г. Дотогава в румънския език думите с латински произход са едва около 20%, но в сепаратисткия приднестровски край на страната латиницата не е наложена. В 1395 г., Молдовското княжество попада под върховенството на полската корона в полско-литовската държава Жечпосполита. От 1420 турците започват завоюването на княжеството. В 1456 г. то се подчинява като васал на турците и започва да плаща годишен данък. В 1484 г. пада Молдовското черноморското крайбрежие с крепостите Белград Днестровски и Килия. В 1503 цяла Бесарабия е предадена под турска власт. В 1538 г. княжеството окончателно е окупирано от турските войски и Султана започна да назначава новия княз. Тогава е отнета Тигина и приднестровският район става турски санджак Бендери. Султанът титулува управляващите князе „Каймакан на Молдова“. Турците все пак не преврърщат цяла Молдова в санджак и някаква автономия оцелява, така че в княжеството често успяват да се месят и съседните християнски страни.

Земите на Молдова стават убежище за многобройни маси българи. От просветителите с високи духовни санове и техните спътници спасили се от Търново след завладяването му от турците, през изселническите вълни от Одринска Тракия и цяла България през руско-турските войни, до дейците на стопанския напредък, просветата и националната революция в епохата на Българското Възраждане. В 1812 - 1819 г. внука на Софроний Врачански - Стефан Богориди е назначен от султанския наместник за губернатор на Галац. В 1821 г. Султанът назначава Богориди за княз на Влашко, а 1822 - 1823 г. той е княз на Молдова. Като висш османски велможа в Царигад Богориди способства за прилагането на аграрната раформа, даваща право на българите в империята да получат земя след потушаването на Видинското въстание от 1851 г., подпомага обучението на български студенти, дарява къщата си в цариградския квартал Фенер за построяването на църква за българската екзархия. Султанът назначава и втори българин – Никола Богориди за княз на Молдова. Той управлява княжеството в 1857-1858 г. Близък е с Георги Раковски, учредява българската гимназия в Болград, съдейства за учредяването на българската община в Галац и на българска печатница там, подпомага многобройните местни българи от позицията на княжеската си власт.
През 1835 г. на всеки три дни отплава по един параход от Пресбург до Пеща, а оттам друг тръгва на всеки 12 дни за Молдова.
В Молдова цели райони са заселени с големи компактни маси българско население. в Тараклия е открит университет, националните молдовски радио и телевизия имат български редакции, които излъчват предавания за българите, има няколко български кабелни телевизии, излиза вестник „Български глас“.

## Приднестровие
Приднестровски конфликт (на молдовски: Conflictul din Transnistria, на руски: Приднестровский конфликт) е въоръжен конфликт между Молдова и непризнатата държава на нейна територия – Приднестровска Молдовска Република (Приднестровие), под чийто контрол се намира основно левият бряг на река Днестър – район, населен с молдовци, украинци и руснаци.
Конфликтът започва още през съветската епоха (1989), след като Молдова обявява независимост, решава да въведе за официален румънския език, а и по това време желанието на повечето молдованци е страната да се обедини с Румъния. Това води до въоръжена конфронтация с много жертви и от двете страни (пролетта и лятото на 1992 година).
Военните действия са прекратени след интервенцията на Русия. Руски войски под командването на генерал-лейтенант Александър Лебед се намесват в конфликта на страната на Приднестровската република, атакуват молдованците и ги принуждава да се оттеглят, а след това подписват споразумение за примирие.
Молдова междувременно многократно отправя искания за незабавно изтегляне на руските войски от района и съответно от нейната територия, но те остават стационирани и съдействат за запазването на статуквото, като възпрепятстват достъпа на молдовските власти до района и осигуряват неприкосновеност на самопровъзгласилата се и международно непризната Приднестровска молдовска република. 
Към 2008 г. сигурността в района на конфликта се наблюдава от съвместни мироопазващи сили на Русия, Молдова, Приднестровската република и военни наблюдатели от Украйна. По време на многобройните разговори, с посредничеството на Русия, Украйна и ОССЕ, опитите да се постигне споразумение за статута на Приднестровието се провалят.
Отношенията между страните в конфликта остават напрегнати.